# Vytautas Landsbergis
Vytautas Landsbergis (født 18. oktober 1932 i Kaunas) er en litauisk konservativ politiker.
Landsbergis blev dr. phil. i 1994, og er professor emeritus i musik ved Litauens Musikakademi, hvor han blev professor i 1978. Han er også forfatter til 20 bøger om politik og musik, samt en biografi. 
I 1988 var han en af grundlæggerne af den litauiske uafhængighedsbevægelse Sajudis, og var formand for Litauens Øverste Sovjet (parlament) som 11. marts 1990 erklærede Litauen uafhængigt af Sovjetunionen. Landsbergis var leder af den litauiske delegation som forhandlede med Sovjetunionen 1990–91. Han var kritisk overfor at lande som Storbritannien og USA ikke viste nok støtte til genoprettelsen af Litauens frihed efter mere end 40 års sovjetisk okkupation. Han var frem til november 1992 formand for det midlertidige litauiske parlament, Seimas, og dermed fungerende statsleder, men har aldrig vært valgt til landets præsident. I dag er han leder af partiet Fædrelandsunionen, der er Litauens konservative parti. Han er medlem af Europaparlamentet for Fædrelandsunionen.

## EU
I januar 2005 krævede Landsbergis, at EU skulle forbyde alle kommunistiske symboler på Europa-basis. Kommunistiske symboler er i dag forbudt i enkelte land i den tidligere Østblok, som fx Ungarn. I 2000 gik han også ind for, at 23. juni 1941, der er årsdagen for genopprettelsen for den litauiske stat efter at tyskerne kastede de russiske besættelsestropper ud af landet, skulle gøres til nationaldag på linje med uafhængighedsdagene fra 1918 og 1990.

## Hæder
Landsbergis blev tildelt Det Norske Folks Fredspris (1991) og en række litauiske og internationale priser. Fredsprisen gav startkapitalen til Vytautas Landsbergis' Fond. Landsbergis blev i 1998 hædret med storkorset af Den Kongelige Norske Fortjensteorden.

## Familie
Han er gift med Gražina Ručytė-Landsbergienė. De har to døtre og en søn.